# Un piccolo raggio di sole
Un piccolo raggio di sole (Seasons of the Heart) è un film drammatico statunitense del 1993 diretto da T.C. Christensen.

## Trama
Oregon. Jed e Martha sono una coppia di coloni: in seguito ad un'epidemia di colera, hanno perduto i loro unici due figli e sono in preda al più profondo sconforto. Nel tentativo di alleviare il loro dolore, il pastore Clay decide di affidargli Daniel, un orfanello bisognoso di cure ed affetto. Mentre Jed prende subito in simpatia il bambino, Martha non ne sopporta neppure la presenza: Daniel rischia di tornare in orfanotrofio.